# Ajay Robson
Ajay Robson (* 6. Dezember 2003 in Singapur), mit vollständigen Namen Ajay Robson s/o Muralithran, ist ein singapurischer Fußballspieler.

## Karriere

### Verein
Ajay Robson erlernte das Fußballspielen in den Jugendmannschaften des Sporting Lisbon CP und Hougang United. Als Jugendspieler kam er 2022 zweimal in der ersten Mannschaft von Hougang in der ersten Liga zum Einsatz. Seinen ersten Vertrag unterschrieb er bei Hougang im Januar 2023.

### Nationalmannschaft
Ajay Robson spielte 2022 dreimal in der singapurischen U20-Nationalmannschaft. In der U22 kam er 2023 einmal zum Einsatz.